# Stationaire fase

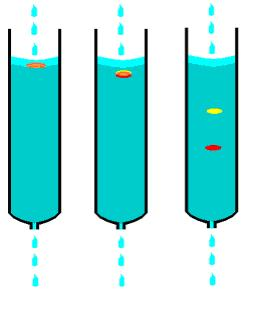
Illustratie van het principe van chromatografie. Een monster (oranje) wordt in een systeem bestaande uit twee fasen gebracht. De stoffen (rood en geel) waaruit dit monster bestaat kunnen nu op basis van hun polariteit gescheiden worden

De stationaire fase is een onderdeel van een scheidingskolom waar de daadwerkelijke scheiding plaatsvindt. Een matrix (vloeistof met opgeloste stoffen) en een loopvloeistof (eluens) wordt door of langs de stationaire fase geleid, waardoor afhankelijk van de polariteit of de lading de opgeloste stoffen aan de stationaire fase blijven zitten. Er bestaat een evenwicht tussen de concentratie die aan de stationaire fase is gebonden en de concentratie die zich in de mobiele fase bevindt. De stationaire fase is vaak een apolaire laag die op een silicalaag is gebonden.

## Vastefase-extractie (solid-phase extraction SPE)

### Normaal
De stationaire fase van een normale fase bestaat uit een silicalaag waar een polaire groep aan is gebonden. Hierdoor moet de te elueren stof polair zijn om aan de stationaire fase te binden. Door middel van interacties van de stationare fase en de analiet, zal de analiet aan de stationaire fase binden. Bij normale fase extractie spelen dus interacties zoals waterstofbruggen, pi-pi-interacties, dipool-dipoolinteracties en dipool-induceerde dipool interacties een rol. Door de kolom te spoelen met een polairdere eluens dan de originele matrix kan de gebonden stof geëlueerd worden en vervolgens opgewerkt.

### Omgekeerde
De stationaire fase van een omgekeerde fase extractie bestaat uit een silicalaag waaraan een apolaire laag is gebonden zoals C18H37 of C8H17. De analiet stof bestaat uit is niet (erg) polaire stof hierdoor deze stof aan de stationaire fase binden. Door middel van Van der Waalsbindingen bindt de analiet aan de stationaire fase. Door de kolom te spoelen met een apolaire eluens kan de gebonden stof geëlueerd worden en vervolgens opgewerkt.

### Ionenuitwisseling
Bij Ion exchange SPE worden zowel de stationaire fase als de analiet op een pH gebracht waarbij deze geladen zijn.

#### Anionenuitwisseling
Sterke anionen uitwisselaar
De stationaire fase bevat ammoniumionen (pKa>14) die bij elke pH positief zijn geladen. Er wordt voor gezorgd dat de analiet negatief geladen is, hierdoor bindt de analiet aan de stationaire fase door middel van ion-ioninteractie. Doordat de stationaire fase bij alle waarden van de pH-geladen is, wordt deze methode gebruikt om sterke anionen(pKa<1) uit een matrix te isoleren. De gebonden sterke anionen kunnen niet meer terug gewonnen worden. Zwakke anionen(pKa>2) kunnen wel van de stationaire fase gescheiden worden door ze te vervangen door een sterker anion of te neutraliseren.
zwakke anionen uitwisselaar
De stationaire fase bestaat bevat een alifatische aminopropylgroep(pKa~9,8) die gebonden is aan een silicalaag. Zowel sterke als zwakke anionen kunnen gebonden worden aan de stationaire fase. Door de stationaire fase te neutraliseren kunnen de gebonden anionen geëlueerd worden zwakke anionen kunnen ook vervangen worden door sterkere anionen.

#### Kationenuitwisseling
Sterkekationenuitwisselaar
De stationaire fase bevat alifatische zwavelzuur ionen (pKa <1), die bij elke pH-negatief geladen is. Er wordt voor gezorgd dat de analiet positief geladen is hierdoor bindt deze stof aan de stationaire fase door middel van ion-ion interactie. Doordat de stationaire fase bij alle waarden van de pH geladen is, wordt deze methode gebruikt om sterke cationen (pKa>14) uit een matrix te isoleren. De gebonden sterke anionen kunnen niet meer terug gewonnen worden. Zwakke anionen kunnen wel van de stationaire fase gescheiden worden door ze te vervangen door een sterker anion of te neutraliseren.
zwakkekationenuitwisselaar
De stationaire fase bestaat bevat een alifatische carbonzure groep(pKa~4,8) die gebonden is aan een silicalaag. Zowel sterke als zwakke cationen kunnen gebonden worden aan de stationaire fase. Door de stationaire fase te neutraliseren kunnen de gebonden cationen geëlueerd worden. Zwakke kationen kunnen ook vervangen worden door sterkere kationen.

## Gaschromatografie (GC)
De stationaire fase van een Gas Chromatograaf werkt op de volgende manier, een sample dat in gasfase is gebracht wordt door het draaggas door de kolom geleid. Als de verschillende stoffen in het sample in contact komen met de stationaire fase zullen moleculen hier aan binden en later weer loslaten. De tijd dat een molecuul aan de stationaire fase bindt heet de retentie tijd en is stofspecifiek. Er bestaan verschillende soorten stationaire fases.

### gebonden kolom
De stationaire fase is geïmpregneerd op een poreuze laag die op de kolom is aangebracht.
De stationaire fase van een gebonden kolom kan uit veel verschillende stoffen bestaan, vaak vloeibare fase.

### capillaire kolom
Een capillaire kolom heeft een kleinere diameter waardoor er betere interactie tussen het monster en de stationaire fase plaatsvindt, waardoor nauwkeuriger gemeten kan worden. Bij de capillaire kolom kan op twee verschillende manieren de stationaire fase worden aangebracht. Het monster kan er in worden geïnjecteerd of het wordt er in gezogen.

#### Wall-coated open tubular (WCOT)
De binnenkant van de kolom is bedekt met een vloeibare stationaire fase.

#### Support-coated open tubular (SCOT)
De binnenkant van de kolom is bedekt met een ondersteunende laag silica waar de stationaire fase aan is gebonden.

## Ionchromatografie (IC)
Met deze techniek kunnen analieten worden gescheiden op basis van ion interacties met de stationaire fase die de tegengestelde lading heeft. De retentietijd hangt af van de ion sterkte van A- en C+.

### Anionenuitwisselingschromatografie
Bij deze vorm van IC bindt een negatief geladen analiet aan de positief geladen stationaire fase volgens formule hiernaast.
{\displaystyle \mathrm {R{-}X^{+}A^{-}+M^{+}B^{-}\ \rightleftharpoons R{-}X^{+}B^{-}+M^{+}+A^{-}} }

### Kationenuitwisselingschromatografie
Bij deze vorm van IC bindt een positief geladen analiet aan de negatief geladen stationaire fase volgens de formule hiernaast.
{\displaystyle \mathrm {R{-}X^{-}C^{+}+M^{+}B^{-}\ \rightleftharpoons R{-}X^{-}M^{+}+C^{+}+B^{-}} }

## Dunnelaagchromatografie (DLC / Thin Layer Chromatography TLC)
Dunnelaagchromatografie (DLC of TLC, van het Engelse Thin Layer Chromatography) is een chromatografische methode waarbij de stationaire fase bestaat uit een dunne laag absorberend materiaal. Deze laag, ook wel stationaire fase, kan bestaan uit normalefasesilica (nf) of omgekeerdefasesilica (of), cellulose of aluminiumoxide. De normalefasesilica bevat hydrofiele groepen aan de oppervlakte. Daarentegen bevat de omgekeerdefasesilica hydrofobe groepen aan de oppervlakte. Deze fijn verdeelde deeltjes zijn gecoat op een stevige ondergrond, meestal glas, aluminium of kunststof. Naast de normalsefasesilica of omgekeerdefasesilica bevat de stationaire fase ook vaak een substantie die fluoresceert onder UV-licht.
De mobiele fase beweegt over de stationaire fase door de capillaire werking, soms geholpen door de zwaartekracht of een elektrode potentiaal. Deze mobiele fase kan in principe ieder loopmiddel zijn dat normaal ook gebruikt wordt in vloeistofchromatografie.
De DLC-plaatjes, waarop de stationaire fase is gecoat, worden onderverdeeld in twee categorieën, conventionele en hoge kwaliteit. Deze twee groepen verschillen onderling in laagdikte en deeltjesgrootte van de stationaire fase. Conventionele plaatjes hebben een laagdikte van 200 tot 250 micrometer en een deeltjesgrootte tot ongeveer 20 micrometer. Hogekwaliteitsplaatjes hebben gebruikelijk een laagdikte van 100 micrometer en een deeltjesdiameter van 5 micrometer. De hogekwaliteitsplaatjes hebben als voordeel betere scheidingen in kortere tijd, daarnaast heeft het als nadeel dat deze type plaatjes een lagere monstercapaciteit hebben.